# Kemba Walker
Kemba Hudley Walker (New York, 8 mei 1990) is een Amerikaans professioneel basketbalspeler. Hij werd in april 2011 gedraft door de Charlotte Hornets, destijds genaamd Charlotte Bobcats.
Na het behalen van zijn highschool-diploma begon Walker te spelen voor de Uconn Huskies in Connecticut. Hiervoor bleef hij actief tot hij zich in 2011 beschikbaar stelde in de NBA-draft. Charlotte Hornets voegde hem langs deze weg toe aan haar ploeg.
In 2021 stapte Walker over van de Boston Celtics naar het rivaliserende New York Knicks.